# مثلجة نمرود

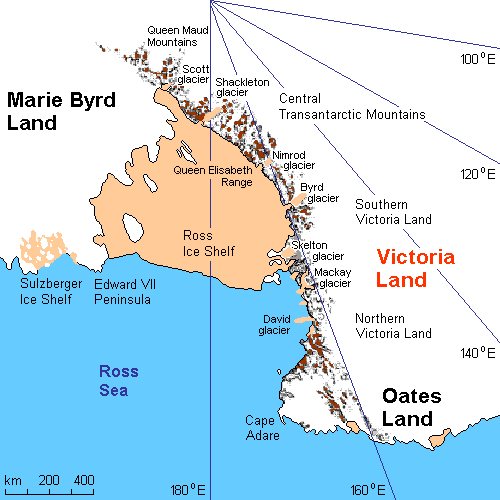
خريطة لمنطقة نمرود الجليدية.

مثلجة نمرود أو جليدية نمرود أو نهر نمرود الجليدي (بالإنجليزية: Nimrod Glacier)‏، هو نهر جليدي رئيسي يبلغ طوله حوالي 135 كم (85 ميل) ويتدفق من الهضبة القطبية باتجاه الشمال عبر الجبال العابرة بين سلسلة جبال الجيولوجيين وسلسلة جبال ميلر، ثم بالإتجاه الشمالي الشرق بين جبال تشرشل وسلسلة جبال الملكة إليزابيث، وأخيراً ينسكب في بوغاز شاكلتون وجرف روس الجليدي بين رأس ويلسون ورأس يتيلتون.
تم تصويره من الجو بواسطة بحرية الولايات المتحدة خلال عملية الوثب العالي في عامي 1946-1947. الاسم الذي أُطلق من قِبل اللجنة الاستشارية لأسماء في القطب الجنوبي، مرتبط بخليج شاكلتون وهو نسبة إلى سفينة نمرود، سفينة الاستكشاف البريطاني للقارة القطبية الجنوبية (1907-1979) تحت إشراف إرنست شاكلتون.